# Free as a Bird
"Free as a Bird" là ca khúc được John Lennon sáng tác vào năm 1977 và thu âm dưới dạng băng thâu cassette. Ca khúc được ba thành viên còn lại của ban nhạc The Beatles là Paul McCartney, George Harrison và Ringo Starr phát hành vào năm 1995, 25 năm sau khi ban nhạc tan rã và 15 năm sau khi Lennon bị ám sát tại thành phố New York.
Ca khúc sau đó trở thành đĩa đơn quảng bá cho bộ phim tài liệu The Beatles Anthology cùng album tuyển tập Anthology 1. Cùng với "Real Love", toàn bộ phần hòa âm, biên tập và chỉnh sửa của "Free as a Bird" do McCartney, Harrison và Starr phụ trách với sự hỗ trợ từ Jeff Lynne từ Electric Light Orchestra. Video âm nhạc của ca khúc được Vincent Joliet sản xuất và Joe Pytka đạo diễn, có hình ảnh chú chim bồ câu bay qua những địa điểm của thành phố Liverpool theo nội dung các ca khúc của The Beatles.
"Free as a Bird" đạt vị trí số 2 tại UK Singles Chart và số 6 tại Billboard Hot 100. Ca khúc cũng lọt vào top 10 tại ít nhất 10 quốc gia khác. Ca khúc sau đó giành "Giải Grammy cho Trình diễn song tấu hoặc nhóm nhạc giọng pop xuất sắc nhất" vào năm 1997, và cũng giúp The Beatles có được đĩa đơn top 10 tại Mỹ trong 4 thập kỷ khác nhau.

## Thành phần tham gia sản xuất
Theo Ian MacDonald:
- John Lennon – hát chính, piano.
- Paul McCartney – hát chính và hát bè, bass, guitar acoustic, synthesizer, piano.
- George Harrison – hát chính và hát bè, slide guitar, guitar acoustic, ukulele.
- Ringo Starr – hát bè, trống.
- Jeff Lynne – hát bè, guitar điện.

## Phát hành
Tất cả các ca khúc được sáng tác bởi John Lennon, Paul McCartney, George Harrison và Ringo Starr, ngoại lệ được ghi chú bên.
- 7" UK: R6422 / USA: NR-58497

1. "Free as a Bird" – 2:42
2. "Christmas Time (Is Here Again)" – 3:02
  - Thu âm ngày 28 tháng 11 năm 1967 tại EMI Studios, London; và buổi hòa nhạc Giáng sinh ngày 6 tháng 12 năm 1967 tại EMI Studios, London

- CD UK: CDR6422 / USA: CDP 58497

1. "Free as a Bird" – 4:26
2. "I Saw Her Standing There" (Lennon-McCartney) – 2:51
  - Thu âm ngày 11 tháng 2 năm 1963 tại EMI Studios, London
  - Sản xuất bởi George Martin
  - Ấn bản này (take 9) được thu âm sau ấn bản được đưa vào album Please Please Me (take 1). Phần đếm vào nhịp của take 9 được chèn hậu kỳ vào take 1 trong ấn bản album.
3. "This Boy" (Lennon-McCartney) – 3:17
  - Thu âm ngày 17 tháng 10 năm 1963 tại EMI Studios, London
  - Sản xuất bởi George Martin
  - Hai ấn bản hoàn chỉnh (takes 12 và 13), bị ngắt quãng bởi tràng cười.
4. "Christmas Time (Is Here Again)" – 3:02

## Xếp hạng và chứng chỉ
| Bảng xếp hạng (1995–1996)             | Vị trí cao nhất |
| ------------------------------------- | --------------- |
| Úc (ARIA)                             | 6               |
| Áo (Ö3 Austria Top 40)                | 32              |
| Bỉ (Ultratop 50 Flanders)             | 11              |
| Bỉ (Ultratop 50 Wallonia)             | 12              |
| Canada Top Singles (RPM)              | 7               |
| Canada Adult Contemporary (RPM)       | 4               |
| Phần Lan (Suomen virallinen lista)    | 7               |
| Pháp (SNEP)                           | 23              |
| Đức (GfK)                             | 37              |
| Hungary (Mahasz)                      | 2               |
| Iceland (Íslenski Listinn Topp 40)    | 5               |
| Ireland (IRMA)                        | 5               |
| Italy (Musica e dischi)               | 5               |
| Hà Lan (Dutch Top 40)                 | 10              |
| Hà Lan (Single Top 100)               | 9               |
| New Zealand (Recorded Music NZ)       | 26              |
| Na Uy (VG-lista)                      | 14              |
| Scotland (OCC)                        | 1               |
| Spain (AFYVE)                         | 10              |
| Thụy Điển (Sverigetopplistan)         | 3               |
| Thụy Sĩ (Schweizer Hitparade)         | 25              |
| Anh Quốc (OCC)                        | 2               |
| Hoa Kỳ Billboard Hot 100              | 6               |
| Hoa Kỳ Adult Contemporary (Billboard) | 19              |
| Hoa Kỳ Adult Pop Airplay (Billboard)  | 22              |
| Hoa Kỳ Mainstream Rock (Billboard)    | 8               |
| Hoa Kỳ Pop Airplay (Billboard)        | 36              |

| Bảng xếp hạng (1995)                 | Vị trí |
| ------------------------------------ | ------ |
| Sweden (Sverigetopplistan)           | 66     |
| UK Singles (Official Charts Company) | 42     |

| Bảng xếp hạng (1996)            | Vị trí |
| ------------------------------- | ------ |
| Canada Top Singles (RPM)        | 70     |
| Canada Adult Contemporary (RPM) | 49     |

| Quốc gia                                  | Chứng nhận | Số đơn vị/doanh số chứng nhận |
| ----------------------------------------- | ---------- | ----------------------------- |
| Anh Quốc (BPI)                            | Bạc        | 200.000^                      |
| Hoa Kỳ (RIAA)                             | Vàng       | 500.000^                      |
| ^ Chứng nhận dựa theo doanh số nhập hàng. |            |                               |